# Spicer Island
Spicer Island är en ö i Kanada.   Den ligger i North Coast Regional District och provinsen British Columbia, i den sydvästra delen av landet, 3 900 km väster om huvudstaden Ottawa. Arean är 11,7 kvadratkilometer.
Terrängen på Spicer Island är platt. Öns högsta punkt är 236 meter över havet. Den sträcker sig 5,9 kilometer i nord-sydlig riktning, och 4,7 kilometer i öst-västlig riktning.
Trakten runt Spicer Island är nära nog obefolkad, med mindre än två invånare per kvadratkilometer.  Klimatet i området är tempererat. Årsmedeltemperaturen i trakten är 4 °C. Den varmaste månaden är juli, då medeltemperaturen är 12 °C, och den kallaste är december, med −2 °C.